# رادهه (فیلم ۲۰۱۷)
رادهه (انگلیسی: Radhe) یک فیلم سینمایی اکشن و عاشقانه نپالی محصول سال ۲۰۱۷، به نویسندگی و کارگردانی جاگادیشور تاپا است. این فیلم در مورد شخصی به نام رادهه است که عاشق دختری بنام پریا می‌شود، اما یک روز او بدون توجه کسی از دهکده خارج می‌شود و به ارتش نپال می‌پیوندد تا برای کشورش بجنگد. این فیلم یکی از فیلم‌های موفقی بود که در آن سال اکران شد و در گیشه نیز موفق بود.